# 藤本満
藤本 満（ふじもと みつる、1957年1月18日 - ）は、日本のイムマヌエル綜合伝道団所属の牧師。
ウェスレーの研究家としても知られる。イムマヌエル綜合伝道団代表。

## 経歴
京都で牧師の藤本栄造と幸子の間に生まれる。桐朋高等学校を経て、一橋大学卒業後、1979年より留学。アズベリー神学校を経て、1986年ドルー大学でジョン・ウェスレーの研究において哲学博士号を取得。
神奈川県川崎市の高津教会で圭子夫人と共に牧会伝道を行うかたわら、青山学院大学、東京神学大学などで教鞭をとる。日本ウェスレーメソジスト学会、書記。
2012年から2018年、イムマヌエル綜合伝道団代表。

## 著書
- 『ウェスレーの神学』（福音文書刊行会） 1990.10.10
- 『エリヤとエリシャ』（いのちのことば社） 1999.3.15
- 『ガラテヤ人への手紙』（インマヌエル綜合伝道団出版事業部） 2002.4.15
- 『祈る人びと』（いのちのことば社） 2005.2.8
- 『わたしの使徒信条』（いのちのことば社） 2012.11.25
- 『乱急流を飛ぶ - 旧約聖書ダニエルから』（アマゾンkindle版） 2013.1.10
- 『聖書信仰 - その歴史と可能性』（いのちのことば社） 2015
- 『私たちと宗教改革』第一巻「歴史」（日本キリスト教団出版局） 2017

## 翻訳
- 『ウェスレー説教53』上・中・下（共訳、各説教に解説付き、インマヌエル綜合伝道団出版事業部）
- 『キリスト者の完全』（ジョン・ウェスレー、インマヌエル綜合伝道団出版事業部）
- 『イエス・キリストの受難』（ジョン・ハイパー、いのちのことば社）
- 『はじめてのウェスレー』（W・J・エイブラハム、教文館） 2013.6.23